# Epifani Olives i Terès
Epifani Olives i Terès (?-Valls, 1602) fou comissari reial del rei Felip III de Castella i nebot de l'arquebisbe de Tarragona i virrei de Catalunya Joan Terès i Borrull.

## Títol de cavaller
En la sessió de les Corts de 1599 celebrada a Barcelona, Olives fou armat cavaller i rebé privilegis de noble pel rei Felip III.

## Mort
El 1602, Olives es trobava a Valls, vila regnada pel terror provocat pels enfrontaments entre els bàndols dels voltors i els morells. Foren dos dels líders dels voltors, Pere Voltor i Miquel Català, els que s'infiltaren al Castell de Valls i mataren a cops de pedrenyal al comissari reial al pati del castell. Els jurats de Valls i molts prohoms de la vila foren declarats còmplices per l'Audiència de Catalunya. Això feu que les relacions entre les autoritats de Valls i l'arquebisbat de Tarragona, liderat pel seu tiet, fossin tenses. Més tard en aquell mateix any, i ja essent el seu tiet Joan Terès virrei de Catalunya, Pere Voltor fou capturat, sentenciat i esquarterat. Un any més tard, el seu tiet prohibí la fabricació de pedrenyals a ferrers i mecànics.

## Vida personal
El seu pare fou Francesch Olives i la seva mare Margarida Terès i Borrull, germana de l'arquebisbe i virrei Joan Terès i Borrull.

## Llinatge dels Terès
Olives restà sota protecció del seu oncle, Joan Terès i Borrull, arquebisbe de Tarragona i més tard virrei de Catalunya. Terès fou una figura de gran influència a Catalunya, tant en afers eclesiàstics, com polítics. Olives també tenia un cosí de rel·levància: Antoni Clarassó i Terès, vicari general de l'arquebisbat de Tarragona. També està emparentat amb el bisbe de Sogorb Crisóstomo Royo de Castellví, que era el net de la seva cosina Dionísia.